# Sacramento Classic 1976 - Doppio
Il doppio del torneo di tennis Sacramento Classic 1976, facente parte della categoria Grand Prix, ha avuto come vincitori Tom Gorman e Sherwood Stewart che hanno battuto in finale Mike Cahill e John Whitlinger con il punteggio di 3–6, 6–4, 6–4.

## Tabellone

### Legenda
| - Q = Qualificato - WC = Wild card - LL = Lucky loser | - ALT = Alternate - SE = Special Exempt - PR = Protected Ranking | - w/o = Walkover - r = Ritirato - d = Squalificato |

|  | Quarti di finale            | Quarti di finale            | Quarti di finale           | Quarti di finale | Quarti di finale |  |  | Semifinali                  | Semifinali                  | Semifinali                  | Semifinali                  | Semifinali |   |   | Finale                      | Finale                      | Finale | Finale | Finale |  |
|  |                             |                             |                            |                  |                  |  |  |                             |                             |                             |                             |            |   |   |                             |                             |        |        |        |  |
|  | Bob Carmichael Mike Estep   | Bob Carmichael Mike Estep   | Bob Carmichael Mike Estep  | 6                | 6                |  |  |                             |                             |                             |                             |            |   |   |                             |                             |        |        |        |  |
|  | Syd Ball Jim McManus        | Syd Ball Jim McManus        | Syd Ball Jim McManus       | 4                | 4                |  |  | Bob Carmichael Mike Estep   | Bob Carmichael Mike Estep   | Bob Carmichael Mike Estep   | 2                           | 6          |   |   |                             |                             |        |        |        |  |
|  | Tom Gorman Sherwood Stewart | Tom Gorman Sherwood Stewart | 3                          | 6                | 6                |  |  | Tom Gorman Sherwood Stewart | Tom Gorman Sherwood Stewart | Tom Gorman Sherwood Stewart | 6                           | 7          |   |   |                             |                             |        |        |        |  |
|  | John James Steve Krulevitz  | John James Steve Krulevitz  | 6                          | 1                | 4                |  |  |                             |                             |                             |                             |            |   |   | Tom Gorman Sherwood Stewart | Tom Gorman Sherwood Stewart | 3      | 6      | 6      |  |
|  | Jeff Austin Haroon Rahim    | Jeff Austin Haroon Rahim    | Jeff Austin Haroon Rahim   | 6                | 7                |  |  |                             |                             | Mike Cahill John Whitlinger | Mike Cahill John Whitlinger | 6          | 4 | 4 |                             |                             |        |        |        |  |
|  | Peter Pearson Nick Saviano  | Peter Pearson Nick Saviano  | Peter Pearson Nick Saviano | 3                | 5                |  |  | Jeff Austin Haroon Rahim    | Jeff Austin Haroon Rahim    | Jeff Austin Haroon Rahim    | 4                           | 4          |   |   |                             |                             |        |        |        |  |
|  | Mike Cahill John Whitlinger | Mike Cahill John Whitlinger | 3                          | 6                | 6                |  |  | Mike Cahill John Whitlinger | Mike Cahill John Whitlinger | Mike Cahill John Whitlinger | 6                           | 6          |   |   |                             |                             |        |        |        |  |
|  | Chico Hagey Billy Martin    | Chico Hagey Billy Martin    | 6                          | 3                | 4                |  |  |                             |                             |                             |                             |            |   |   |                             |                             |        |        |        |  |